# Salairrücken
Der Salairrücken (russisch Салаирский кряж Salairski krjasch, auch kurz Salair) ist ein bis über 600 m hohes Mittelgebirge in Westsibirien.
Der Bezeichnung kommt vermutlich vom turkisch-mongolischen Namen des Flüsschens Sairair (Сайраир), was so viel wie „kleiner, trockener, steiniger Flusslauf“ bedeutet, der zunächst auf das Dorf Salairka (die heutige Stadt Salair) und später auf das gesamte Gebirge übertragen wurde.

## Geographie
Der Salairrücken erstreckt sich über etwa 300 km in einem Bogen von südöstlich Nowosibirsk über südwestlich Nowokusnezk bis nordöstlich von Bijsk. Die Breite des plateauartigen Höhenzuges beträgt etwa 50 km. Er steigt an der südwestlichen Flanke verhältnismäßig flach an, während die nordöstliche Flanke, die Tyrganschwelle (уступ Тырган), vielerorts steil abfällt und das Kusnezker Becken im Westen begrenzt. Abgerundete Reliefformen überwiegen, die Gipfel und Kämme sind abgeflacht.
Meist um 400 bis 500 m hoch, ist die höchste Erhebung des Salairrückens der Berg Kiwda (Кивда) mit 621 m ü. NN im ansonsten niedrigeren Südwestteil des Salairrückens.
Im Salair haben die Flüsse Berd und Tschumysch, rechte Nebenflüsse des Ob, ihren Ursprung.
Der Salairrücken erstreckt sich an der Grenze der Oblast Kemerowo, der Oblast Nowosibirsk und der Region Altai.

## Geologie
Das Gebirge wird aus kristallisierten Kalkstein, Sandstein, Tuffen und Graniten gebildet, welche im mittleren und späten Kambrium gefaltet und später angehoben wurden. Es wurden Lagerstätten von Schwermetallerzen entdeckt, die u. a. im Gebiet der Stadt Salair abgebaut werden.

## Flora
Der größte Teil des Gebirges ist von Misch- (Espen und Tannen) und Laubwäldern (Espen und Birken) bedeckt. Im Bereich der steileren Nordostflanke gibt es auch Lärchen- und Kiefernwälder sowie Steppenabschnitte. Steppen überwiegen auch im niedrigeren Westteil des Gebirges.

## Verkehr
Im mittleren Teil wird der Salairrücken von der 1952 fertiggestellten Eisenbahnstrecke Barnaul–Nowokusnezk überquert.